# جاسپر (میزوری)
جاسپر (به انگلیسی: Jasper) یک شهر در ایالات متحده آمریکا است که در شهرستان جاسپر، میزوری واقع شده‌است. جاسپر ۲٫۹۳ کیلومتر مربع مساحت و ۹۳۱ نفر جمعیت دارد و ۲۸۹ متر بالاتر از سطح دریا قرار دارد.